# Jakow Grigorjewitsch Tolstikow
Jakow Grigorjewitsch Tolstikow (russisch Яков Григорьевич Толстиков, engl. Transkription Yakov Tolstikov; * 20. Mai 1959 in Prokopjewsk) ist ein ehemaliger russischer Marathonläufer.
Bereits 1979 lief er seinen ersten Marathon in 2:25 h. Im Jahr darauf verbesserte er sich auf 2:15:38. 1984 stellte er beim Moskau-Marathon mit 2:10:48 h den aktuellen Streckenrekord auf. 1987 wurde er bei seinen ersten Starts im Ausland Elfter bei den Leichtathletik-Weltmeisterschaften in Rom und Achter des Fukuoka-Marathons. 1988 wurde er in Tallinn sowjetischer Marathonmeister, belegte beim Marathon-Europacup den neunten Platz und stellte als Zweiter beim Chicago-Marathon mit 2:09:20 einen nationalen Rekord auf. 1989 wurde er Zweiter beim Beppu-Ōita-Marathon. Im Jahr darauf wurde er Sechster beim London-Marathon und startete bei den Leichtathletik-Europameisterschaften in Split, erreichte aber nicht das Ziel.
Sein größter Erfolg war der Sieg beim IAAF-Weltcup-Marathon, der 1991 im Rahmen des London-Marathons ausgetragen wurde. Hier stellte er mit 2:09:17 einen weiteren Landesrekord auf und triumphierte über eines der hochkarätigsten Felder, das jemals bei einem Stadtmarathon antrat. Bei den Leichtathletik-Weltmeisterschaften 1991 in Tokio erreichte er allerdings nicht das Ziel, und auch die Olympischen Spiele 1992 in Barcelona, bei denen er für das Vereinte Team startete, verliefen mit einem 22. Platz eher enttäuschend. Im selben Jahr wurde er jeweils Sechster in London und in Fukuoka.
1994 wurde er Dritter beim Vienna City Marathon. Im Jahr darauf wurde er Fünfter beim Tokyo International Men’s Marathon und siegte beim Siberian International Marathon in Omsk.
Tolstikow lebt in Kemerowo, wo er an einer Sportschule als Lehrer tätig ist.